# John Chew
John Chew Hiang Chea (chinesisch 周贤正, Pinyin Zhōu Xián zhèng; * 4. Oktober 1947) ist ein ehemaliger anglikanischer Bischof der Diözese Singapur. Er war zudem der dritte Metropolitan Archbishop und Primate der Church of the Province of South East Asia. Er trat am 4. Oktober 2012 in den Ruhestand. Sein Nachfolger wurde Rennis Ponniah.

## Leben

### Ausbildung
Chew studierte an der Nanyang University und erwarb 1969 einen Bachelor of Arts (BA), Honours 1971 und einen Master 1976. Einen Bachelor of Divinity (BD) mit Auszeichnung machte er 1976 an der University of London.
1983 machte Chew den Doctor of Philosophy (PhD) in Alttestamentlicher Wissenschaft an der University of Sheffield.

### Karriere
Am 6. November 1976 wurde Chew zum Deacon in der St Andrew’s Cathedral ordiniert und am 8. Oktober 1978 wurde er als Priester ordiniert. Am 4. Mai 1986 wurde er zum Canon ernannt.
Chew lehrte am Trinity Theological College, Singapur, von 1981 bis 1999. Er war auch Principal (Schulleiter) von 1991, bis er das College 1999 verließ. 2006 diente er als Vorsitzender des Board of Governors.
Chew wurde vom damaligen Erzbischof der Church of the Province of South East Asia und Bischof der Diözese Sabah, dem Most Reverend Datuk Yong Ping Chung, am 25. April 2000 in der St Andrew’s Cathedral zum 8. Bischof von Singapur geweiht. Zu seinem Weihgottesdienst kam auch Tony Tan, der damalige Deputy Prime Minister of Singapore (Stellvertretender Premierminister), sowie Würdenträger, Bischöfe aus verschiedenen Diözesen und andere religiöse Führungspersönlichkeiten.
Am 5. Februar 2006 wurde Chew als 3. Erzbischof der Church of the Province of South East Asia eingesetzt, als sein Vorgänger, Datuk Yong Ping Chung, das Pensionierungsalter erreichte. Als Repräsentanten anderer Kirchen waren Rowan Williams (Erzbischof von Canterbury), Jonathan Gledhill (Bischof von Lichfield), Nicholas Chia (katholischer Erzbischof von Singapur), Robert M. Solomon (Bischof der Methodist Church in Singapore), sowie Ong Chit Chung (Parlamentarier für die Jurong Group Representation Constituency Jurong GRC) anwesend.
Am 12. Februar 2012 übergab Chew sein Amt als Erzbischof der Province of Anglican Church in Southeast Asia an den Bischof der Diözese Kuching, Datuk Bolly Lapok.
Chew führte sein Amt in der Diözese Singapur noch weiter. Am 9. September veröffentlichte er die spezielle bilinguale Ausgabe der English Standard Version - Revised Chinese Union Version Pew Bible für den Gebrauch in den Gottesdiensten in der St. Andrew’s Cathedral anlässlich der Feierlichkeiten zum 150-jährigen Jubiläum der Einweihung des Kirchenschiffs.
Am 28. September wurde ein Dankgottesdienst in der St. Andrew’s Cathedral abgehalten anlässlich des 12. Jahrestags seiner Bischofsweihe. Am 4. Oktober trat Chew in den Ruhestand.

## Weitere Engagements
Chew war darüber hinaus Präsident des Fellowship of Evangelical Students, Singapore (seit 2000), Präsident des National Council of Churches of Singapore (seit 2000), Ehrenpräsident der Bible Society of Singapore (seit 2005), Honorary Secretary/Chairman des Anglican Global South Primates’ Network (seit 2003), Vorsitzender des Council of Church of East Asia (2007–2011),
Mitglied der Anglican Covenant Design Group (2007–2009), Vorsitzender des Board of Governors des Trinity Theological College, Singapur (2000–2012)

## Familie
Chew ist verheiratet mit Christina. Die beiden haben einen Sohn.